# Isle Valen
Isle Valen är en ö i Kanada.   Den ligger i provinsen Newfoundland och Labrador, i den östra delen av landet, 1 600 km öster om huvudstaden Ottawa. Arean är 8,5 kvadratkilometer.
Terrängen på Isle Valen är platt. Öns högsta punkt är 151 meter över havet. Den sträcker sig 5,4 kilometer i nord-sydlig riktning, och 3,3 kilometer i öst-västlig riktning.